# بلقاسم نابي
بلقاسم نابي (2 مارس 1929 في المسيلة، الجزائر - 26 جوان 2014 فرنسا)، سياسي ووزير سابق جزائري، خريج المدرسة الوطنية لمهندسين الجزائر في الحراش، وتولى مناصب مختلفة في الصناعة النفطية في فرنسا. غادر هذا البلد بسبب أنشطته ضمن فيدرالية فرنسا لجبهة التحرير الوطنية، وتوجه إلى المغرب حيث شارك في إعداد المفاوضات النفطية في إطار اتفاقيات إيفيان، وفي الاستقلال، كان مسؤولاً عن إقامة الهيكل التنظيمي لإدارة قطاع البترول. في 1964/1965 شغل منصب مدير الطاقة والوقود وفي الوقت نفسه رئيس مجلس إدارة SN Repal. في عام 1968، تولى مسؤولية تمويل أول خطة رباعية السنوات. من عام 1970 إلى عام 1974، كان وإلى تلمسان. منذ عام 1974، أصبح مستشارًا لرئاسة الجمهورية. من 1979 إلى 1988 كان وزير الطاقة والصناعات الكيماوية البتروكيماوية.

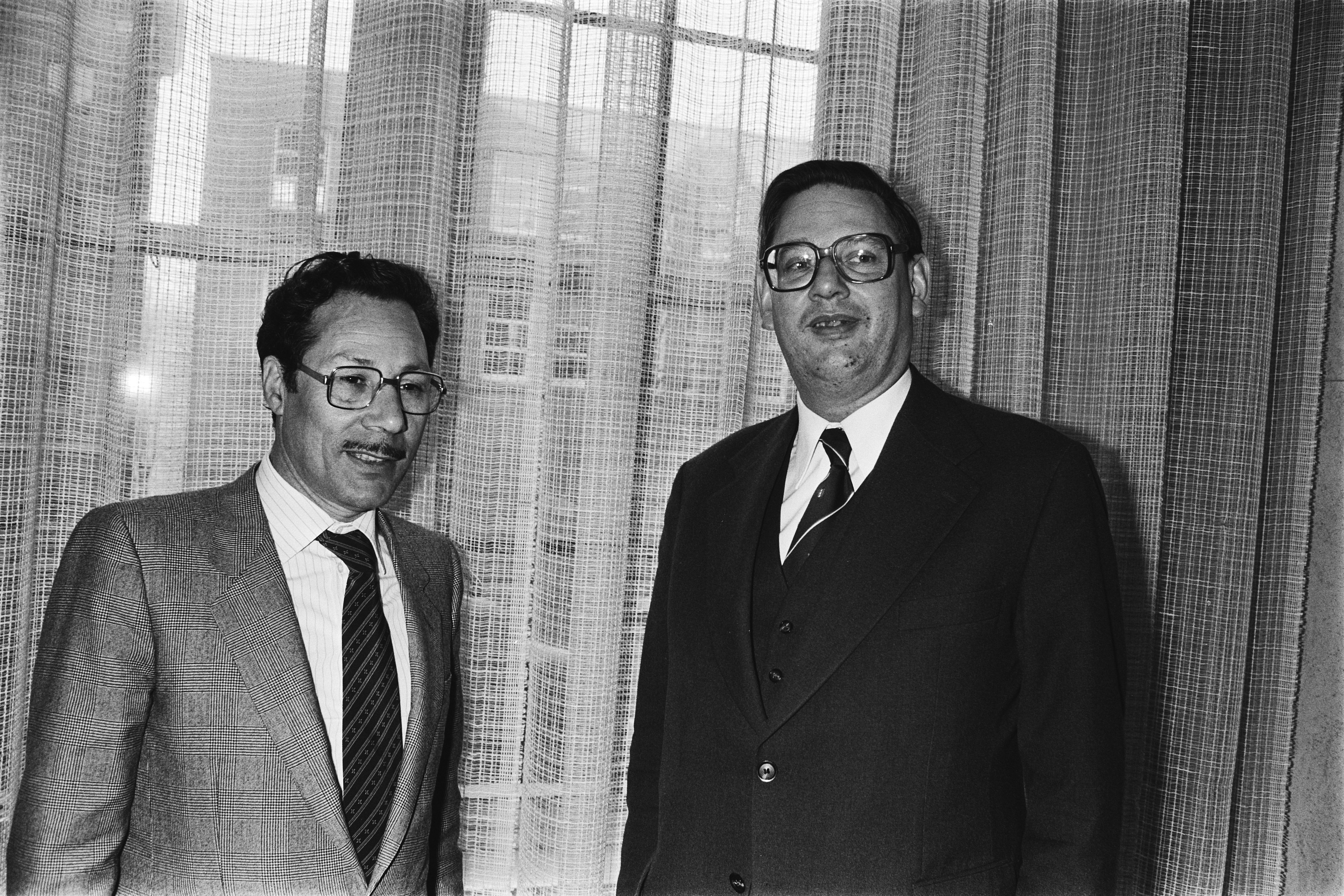
بلقاسم نابي وزير الصناعة و الطاقة الجزائري مع الوزير الأول الهولندي Gijs van Aardenne في 19 فيفري 1980

## وفاته
```
توفي بلقاسم نابي يوم الجمعة 
26 جوان
 
2014
 بفرنسا إثر مرض عضال.
[
3
]
```